# Познайомтеся з людьми
Познайомтеся з людьми (англ. Meet the People) — американський комедійний мюзикл режисера Чарльза Райснера 1944 року.

## Сюжет
Ідеалістичний працівник верфі цікавиться красивою голлівудською зіркою, яка зайнята в музичній постановці про промислові війни, але вони розходяться в думках по деяких важливих питаннях.

## У ролях
- Люсіль Болл — Джулія Гамптон
- Дік Пауелл — Вільям «Своні» Свонсон
- Вірджинія О'Брайен — «Вудпекер» Пег
- Берт Лар — командувач
- Рагс Регленд — містер Сміт
- Джун Еллісон — Енні
- Вон Монро і його оркестр
- Спайк Джонс і його міські піжони
- Стівен Герей — дядько Фелікс
- Пол Ріган — «Бак»
- Говард Фрімен — містер Джордж Пітвік
- Бетті Джейнс — Стеффі
- Джон Кревен — Джон Свонсон
- Морріс Анкрум — Монті Ровланд
- Міріам Левелл — Міріам

## Саундтрек
1. «I Can't Dance (I Got Ants in My Pants)»
2. «Der Fuehrer's Face»
3. «Meet the People»
4. «Meet the People»
5. «Acrobatic Dance Music»
6. «Shicklegruber»
7. «Piano Instrumental»
8. «Heave Ho! … Let the Wind Blow»
9. «In Times Like These»
10. «I Like to Recognize the Tune»
11. «Oriental Music»
12. «Say That We're Sweethearts Again»
13. «Smart to Be People»
14. «Meet the People»